# FIFA Street 3
FIFA Street 3 é um jogo de futebol de rua para PlayStation 3, Xbox 360 e Nintendo DS. no qual mais de 250 jogadores conhecidos do mundo todo, juntam-se para partidas casuais em cenários urbanos, representando 18 países. À primeira vista, o que mais chama a atenção são os jogadores, representados por modelos de personagens caricaturais, os quais têm partes do corpo e expressões faciais exageradas propositadamente. Para conseguir esse efeito, o jogo se utiliza de uma engine modificada de NBA Street.
Os esquema de controles permitem que se execute, de maneira simples, dribles e diversos movimentos para retirar a bola do adversário, além de defender-se de outros jogadores mais agressivos. Antes de começar a partida, é possível escolher entre quatro tipos de jogadores, entre os que driblam de maneira alucinada e imprevisível; os que conseguem passos atléticos, como bicicletas e cabeceadas; aqueles que são bastante precisos em seus passes; e os que agem agressivamente, provocando faltas a todo o momento.
As partidas se passam em cenários urbanos do mundo todo, incluindo campos no Brasil — um deles é próximo à praia e outro tem o chão lameado e cercado por um muro grafitado — além de um no topo de um arranha-céu no Japão e outro em um navio. Cada local oferece possibilidades únicas de interação com os objetos do cenário, sendo que o jogador deve, por exemplo, tomar cuidado para que a bola não saia de um campo que é cercado por uma mureta baixa.
FIFA Street recebeu fortes críticas, pois sua jogabilidade e seu visual incomoda diversos jogadores da série.

## Seleções
| - Austrália - Brasil - Camarões - China - França - Alemanha - Grécia - Inglaterra | - Itália - México - Nova Zelândia - Portugal - Tchéquia - Escócia - Suécia - Turquia - Estados Unidos |

## Equipes Especiais
| - Blasters - Champions - Classics - Defenders - Enforcers - Euro Stars - F50 - Finisher - Free Football - Pannas - Playmakers - Predator | - Small - Speedsters - Stocky - Strikers - Tall - Team R - Team C - Team Drawer - Tricksters - Veterans - World Stars - Young Stars |

## Trilha sonora
Artista | Música | Região
1. Sexastico
2. Hexstatic | Tokyo Traffic | Londres
3. Hexstatic | Bust | Londres
4. Tim Deluxe | Let The Beats Roll | Londres
5. Tim Deluxe | Let The Beats Roll (Rennie Pilgrim Mix) | Londres
6. Asian Dub Foundation | Stop Start | Bombay Londres
7. Bassnectar feat. Ms. Persia | Kick It Complex | San Francisco
8. Bassnectar feat. Ms. Persia | Kick It Complex (Bassnectar Remix) | San Francisco
9. Bassnectar feat. Ms. Persia | Bomb The Blocks | San Francisco
10. Bassnectar feat. Ms. Persia | Bomb The Blocks (Ghislain Poirier Mix) | Montreal / Canadá
11. Bassnectar feat. Kristinamaria | Yo | San Francisco
12. Bassnectar feat. Kristinamaria | Yo (Speaker Junk’s Jackin' Mix) | Brasil
13. Buraka Som Sistema | Yah! feat. Petty | Portugal
14. Chromeo | Fancy Footwork (Zdar Dub, Pee Thug Edit) | Montreal / Canadá
15. Chromeo | Fancy Footwork (DIM Mix) | Montreal / Canadá
16. Coburn feat. Solidstate | We Interrupt This Programme | Londres
17. Coburn | We Interrupt This Programme (Jean Claude Ades Mix) | Londres
18. Datarock | I Used To Dance With My Daddy (M.O.M. Mix) | Noruega
19. Datarock | I Used To Dance With My Daddy (Subsource Mix) | Noruega
20. Does It Offend You, Yeah? | We Are Rock Stars | Londres
21. Does It Offend You, Yeah? | Battle Royale | Londres
22. Forro In The Dark | Suor de Futbol Fina (Mawglee Mix) | Brasil
23. Innerpartysystem | Don’t Stop | Filadélfia
24. Junkie XL feat. Lauren Rocket | Booming Right At You | Holanda
25. M.I.A. | Bird Flu | Sri Lanka / Londres
26. M.I.A. | Boyz | Sri Lanka / Londres
27. MC Amilcka | Humildade da Favela | Brasil
28. No Bizzi feat. J2K | Yeah Yeah | Londres
29. Sasha & Paul Rogers | Black Powder | Londres
30. The Go! Team | Grip Like A Vice | Londres
31. The Planet People feat. Afrika Bambaataa | Make It Break (La Resistance and Deemus Mix) | Londres
32. The Tigerpicks | Disco Punk Electro Funk | Manchester
33. Underworld | Crocodile | Londres
34. Underworld | Crocodile (Huntermann Mix) | Londres
35. Walter Meego | Wanna Be A Star | Chicago
36. Walter Meego | Wanna Be A Star (Walter Sees Stars Mix) | Chicago
37. Wax Poetic | Bombeiro | Brasil